# كارلوس ووكر مارتينيز
كارلوس ووكر مارتينيز (بالإسبانية: Carlos Walker Martínez) هو محامي وشاعر وسياسي تشيلي، ولد في 1 فبراير 1842 في تشيلي، وتوفي في 5 أكتوبر 1905 في سانتياغو في تشيلي. انتخب عضو مجلس الشيوخ من شيلي وانتخب عضو مجلس النواب من شيلي.